# Marko Babić
Marko Babić (28 de enero de 1981) es un exfutbolista y entrenador croata que fue profesional entre 1997 y 2013.

## Biografía
Nació en Osijek, Croacia en 1981. Juega de interior izquierdo aunque, pueda actuar como lateral izquierdo, ha sido convocado por su selección en cuarenta y nueve ocasiones.

## Trayectoria
Babić hizo su debut con el NK Osijek donde jugó 3 temporadas.
En el año 2000, se marchó al Bayer Leverkusen donde consiguió su internacionalidad con la selección croata. Con el equipo alemán perdió la final de la Liga de Campeones ante el Real Madrid.
En el mercado de invierno de la temporada 2007-2008, fichó por el Real Betis Balompié de la Liga españolapor 12 millones de euros. Tras no contar para ningún entrenador en el Real Betis, Babic decidió marcharse al Hertha de Berlín, consiguiendo hacerlo con la carta de libertad. Permanece durante seis meses en el equipo alemán hasta el final de la temporada, disputando en este tiempo tan solo dos partidos.
En agosto de 2009 es fichado por el Real Zaragoza para las siguientes dos temporadas tras quedar libre al finalizar su contrato con el Hertha de Berlín.
Hizo su debut con el Zaragoza en un partido disputado el 29 de agosto de 2009 en el estadio de La Romareda contra el C.D.Tenerife, correspondiente a la primera jornada de liga, que terminó con el resultado final favorable al Real Zaragoza de 1-0.
El 6 de septiembre de 2010 el Real Zaragoza rescindió su contrato con el club aragonés.
El 2 de marzo de 2011, Babić firmó un contrato de un año y medio con el equipo croata NK Osijek donde debutó catorce temporadas antes.

## Selección nacional
Debutó con su selección en mayo de 2002 contra Hungría.
Fue convocado para la Eurocopa 2004 de Portugal, y para el Mundial de Alemania 2006.
| Club                           | País    | PJ | Goles | Periodo   |
| ------------------------------ | ------- | -- | ----- | --------- |
| selección de fútbol de Croacia | Croacia | 49 | 3     | 2002-2008 |

### Participaciones en Copas del Mundo
| Copa                           | Sede     | Resultado      |
| ------------------------------ | -------- | -------------- |
| Copa Mundial de Fútbol de 2006 | Alemania | Fase de grupos |

### Participaciones en Eurocopa
| Copa          | Sede     | Resultado    |
| ------------- | -------- | ------------ |
| Eurocopa 2004 | Portugal | Primera fase |

## Clubes

### Como jugador
| Club                | País     | Año       | Partidos | Goles |
| NK Osijek           | Croacia  | 1997-1999 | 16       | 0     |
| Bayer Leverkusen    | Alemania | 2000-2007 | 144      | 13    |
| Real Betis Balompié | España   | 2007-2009 | 14       | 0     |
| Hertha BSC          | Alemania | 2009      | 8        | 0     |
| Real Zaragoza       | España   | 2009-2010 | 15       | 0     |
| NK Osijek           | Croacia  | 2011-2012 | 8        | 1     |
| LASK Linz           | Austria  | 2013      | 3        | 0     |

### Como entrenador
| Club                       | País                 | Año       |
| -------------------------- | -------------------- | --------- |
| Olympiakos (2º entrenador) | Grecia               | 2017      |
| NK Čelik Zenica            | Bosnia y Herzegovina | 2019      |
| NK Rudeš                   | Croacia              | 2019-2020 |
| ND Ilirija 1911            | Eslovenia            | 2022      |